# Wolfgang Scheidel
Wolfgang Scheidel (* 9. März 1943 in Erfurt) ist ein ehemaliger deutscher Rennrodler.

## Karriere
Der in Ilmenau aufgewachsene Wolfgang Scheidel startete zunächst für den SC Traktor Oberwiesenthal. Die ersten Erfolge feierte der Thüringer vorrangig im Doppel-Wettbewerb, wo er mit Michael Köhler bei der Jugend-EM 1962 in Bad Aussee (Österreich) den fünften Platz belegte. Ein Jahr später folgte das Debüt bei den Weltmeisterschaften in Imst, an deren Ende Rang sechs zu Buche stand. Bei den Weltmeisterschaften 1965 feierten beide Athleten schließlich ihren größten gemeinsamen Erfolg, als sie in Davos den WM-Titel gewannen. 1966 wechselte Scheidel zur neugegründeten Rennschlitten-Sektion des ASK Vorwärts Oberhof, während Köhler in Oberwiesenthal blieb. Drei Jahre später wurde die Zusammenarbeit zwischen Scheidel und Köhler beendet, da beide Athleten aufgrund von Gewichtszunahme u. ä. sportlich nicht mehr harmonierten. Fortan feierte Wolfgang Scheidel seine Erfolge vermehrt im Einzelwettbewerb, dabei erlebte er mit dem Gewinn der Goldmedaille bei den Olympischen Spielen 1972 in Sapporo seinen sportlichen Höhepunkt. Bei der Schlussfeier war er Fahnenträger der DDR-Mannschaft und wurde danach mit dem Vaterländischen Verdienstorden in Silber für seinen Olympiasieg ausgezeichnet. Anschließend beendete er seine leistungssportliche Karriere.
- Weitere Platzierungen bei Internationalen Wettkämpfen
  - 1967 – Weltmeisterschaften in Hammarstrand: 4. Platz/Einzel und 5. Platz/Doppel (mit Michael Köhler)
  - 1969 – Weltmeisterschaften in Königssee: 3. Platz/Einzel und 6. Platz/Doppel (mit Rolf Fuchs)
  - 1970 – Europameisterschaften in  Hammarstrand: 2. Platz/Einzel
  - 1970 – Weltmeisterschaften in Königssee: 3. Platz/Einzel
  - 1971 – Europameisterschaften in Imst: 2. Platz/Einzel
  - 1971 – Vorolympische Wettkämpfe in Sapporo: Sieg am 13. Februar vor Horst Hörnlein (DDR) und Manfred Schmid (AUT)[2]

## Sonstiges
Nachdem seinem Rückzug vom aktiven Sport betreute Wolfgang Scheidel bis 1977 beim ASK Vorwärts Oberhof den sportlichen Nachwuchs, anschließend bekleidete er bis 1990 das Amt eines Sportinstrukteurs im NVA-Erholungsheim Frauenwald. Nach der politischen Wende eröffnete Scheidel in seiner Heimatstadt Ilmenau eine Sauerstoffkur-Station.